# Mehdi Qotbi
 (août 2018).
Mohammed Qotbi, dit Mehdi, né en 1951 à Rabat (Maroc), est un peintre franco-marocain. Il est également depuis 2011 président de la Fondation des musées du royaume du Maroc.

## Biographie
Comme beaucoup de Marocains de son époque, Mehdi Qotbi a grandi dans un milieu extrêmement modeste. Il a donc pris conscience très tôt que pour « s’en sortir », il ne devait compter que sur lui-même ; et c’est ainsi que lui est venue cette ouverture vers les autres. Ce qui au départ était une nécessité, deviendra par la suite un moyen, et même un moyen d’expression picturale.
Née en 1951, à Rabat, il passe sa scolarité primaire à l’école Lalla Aïcha dans le quartier populaire de Rabat. À 12 ans, il assiste à un défilé militaire. Fasciné par l’uniforme, il va, avec audace et détermination, vers Mahjoubi Aherdane, ministre de la Défense Nationale, mais aussi peintre et poète, et lui demande de le faire entrer au lycée militaire de Kenitra.
Mehdi Qotbi n’y  fera qu’un court passage, mais c’est là que son destin bascule : il se découvre un intérêt passionné et une vocation certaine pour le dessin. Puis c’est l’école des Beaux-Arts de Rabat pour 2 années, de 1967 à 1968 où survient une nouvelle passion, la peinture. Il a seulement 17 ans et sent que son salut lui viendra par l’Art.
Sa rencontre en 1969 avec le peintre Jilali Gharbaoui renforcera cette conviction,  d’autant que ce peintre, alors au faîte de sa gloire, s’engoue pour les toiles de Mehdi Qotbi, lui en fait vendre deux, et l’encourage à poursuivre sa quête picturale.
Mais Mehdi Qotbi, convaincu qu’il lui faut effacer les fêlures de son enfance et sortir de sa pauvreté, n’a plus qu’un désir impérieux et obsédant : s’évader de son pays à tout prix.
Grâce à l’appui du secrétaire d’État qu’il avait connu chez les Aherdan, il obtient un passeport et réussit à quitter son pays vers la France. C’est donc en 1969 qu’il s’inscrit à l’école des beaux-arts de Toulouse où il reste jusqu’en 1972 et obtient son diplôme, devenant ainsi le plus jeune diplômé de France.
Il quitte Toulouse pour Paris et suit, pendant 2 années, les cours de l’école nationale supérieure des Beaux-Arts.
Il entre ensuite au lycée-collège Saint-Joseph à Auxerre, de 1973 à 1978, et devient professeur d’arts plastiques, matière qu’il enseigne de 1978 jusqu’en 2006, au lycée-collège La Rochefoucauld à Paris.
Dès lors, il mène en parallèle son métier d’enseignant et sa peinture.
Mais c’est dès 1968 que des occasions lui sont offertes d’exposer son travail pictural, principalement en France mais aussi un peu partout dans le monde où son œuvre commence à être remarquée et reconnue internationalement.
Il expose en Europe, en Amérique du Nord, en Amérique du Sud, en Asie, au Moyen-Orient, en Afrique, en Inde.
En 2011, il devient président de la Fondation nationale des Musées du Maroc,.

## Décorations
- Officier de l'ordre national du Mérite (France) (2004)[3]
- Officier de l'ordre des Arts et des Lettres (France) (2005)[4]
- Officier de la Légion d'honneur (France) (2008)[5]
- Chevalier de l'ordre des Palmes académiques (France) (2010)[6],[7].
- Commandeur de l'ordre des Arts et des Lettres (France) (2011)[8],[9].
- Commandeur de l’ordre du Mérite hongrois (2013)[10],[11].
- Officier de l’Ordre du Trône (Maroc)
- Commandeur de la Légion d'honneur (2015)
- Commandeur de l’Ordre du Mérite civil (Espagne) (2018)[12],[13],[14].
- Grand officier de l'ordre national du Mérite (France) (2023)[15],[16].

## Œuvres
La peinture de Mehdi Qotbi est marquée par la Calligraphie arabe, un foisonnement de « signes ». Il a fréquenté, et travaillé avec de nombreux écrivains : Léopold Sedar Senghor, Michel Butor, Nathalie Sarraute, Octavio Paz. Aimé Césaire a réalisé deux livres :  le premier À corps perdus avec Pablo Picasso, et le second Ausculte le dédale avec Mehdi Qotbi.

## Publications
- Mohammed Bennis, Désert au bord de la lumière, La Parole peinte, Al Manar
- André Pieyre de Mandiargues, Écriture ineffable, avec 2 eaux-fortes de Mehdi Qotbi, Montpellier, Fata Morgana, 1988
- Mehdi Qotbi, Le Voyage de l'écriture, préface de Dominique de Villepin, Somogy, 2005
- Yves Leclair, Secret muezzin, avec des peintures de Mehdi Qotbi, éd. Rencontres, 2009
- Mehdi Qotbi, Écrits et esprits, préface de Tahar Ben Jelloun et Frédéric Mitterrand, éd. Chêne, 2010